# Gregorio de Jacinto
Gregorio de Jacinto (zm. 1154) – włoski duchowny katolicki, kardynał.
Pochodził z Rzymu lub z okolic tego miasta. Nominację kardynalską otrzymał od papieża Celestyna II na konsystorzu w grudniu 1143 roku. Sygnował bulle papieskie jako kardynał-diakon S. Angelo między 30 grudnia 1143 a 13 kwietnia 1154. Uczestniczył w papieskiej elekcji 1144 i papieskiej elekcji 1145. Legat papieski w Niemczech w 1153, razem z kardynałem Bernardem z S. Clemente. Współczesny mu kronikarz Gerhoch z Reichersbergu zarzucał mu chciwość, skąpstwo i wyniosłość w trakcie sprawowania tej legacji. Między 20 a 25 kwietnia 1154 podpisywał bulle jako kardynał diakon i biskup elekt Sabiny, a 18 maja 1154 jako kardynał-biskup Sabiny. Zmarł krótko po tej ostatniej dacie, gdyż jeszcze za pontyfikatu Anastazego IV (zm. 3 grudnia 1154) Gregorio Centu został nowym biskupem Sabiny.